# Oleksiy Gai
Bản mẫu:Eastern Slavic name
Oleksii Anatoliyovych Gai (thỉnh thoảng viết thành Hai hoặc Gay; tiếng Ukraina: Олексій Анатолійович Гай; sinh ngày 6 tháng 11 năm 1982) là một cầu thủ bóng đá người Ukraina thi đấu cho F.K. Kuban Krasnodar. Anh cũng thi đấu cho đội tuyển quốc gia Ukraina kể từ năm 2002.

## Sự nghiệp
Anh đưa ra một phát biểu chính trị năm 2014 khi từ chối khoác áo "Glory to the Ukrainian Army" ám chỉ đến tất cả các cầu thủ bóng đá bởi Hiệp hội bóng đá Ukraina.
Ngày 5 tháng 1 năm 2015, Gai ký bản hợp đồng 18 tháng cùng với đội bóng tại Giải bóng đá ngoại hạng Azerbaijan Gabala FK.
Ngày 5 tháng 8 năm 2016, Gai ký bản hợp đồng 2 năm cùng với đội bóng tại Giải Quốc gia Nga Kuban Krasnodar.

## Thống kê sự nghiệp

### Câu lạc bộ
Tính đến trận đấu diễn ra ngày 20 tháng 5 năm 2016
| Câu lạc bộ          | Mùa giải            | Giải vô địch | Giải vô địch | Cúp     | Cúp       | Châu Âu | Châu Âu   | Super Cup | Super Cup | Tổng cộng | Tổng cộng |
| Câu lạc bộ          | Mùa giải            | Số trận      | Bàn thắng    | Số trận | Bàn thắng | Số trận | Bàn thắng | Số trận   | Bàn thắng | Số trận   | Bàn thắng |
| ------------------- | ------------------- | ------------ | ------------ | ------- | --------- | ------- | --------- | --------- | --------- | --------- | --------- |
| Shakhtar            | 2000–01             | 3            | 0            | -       | -         | -       | -         |           | -         | 3         | 0         |
| Shakhtar            | 2001–02             | 7            | 1            | 2       | 0         | -       | -         | -         | -         | 9         | 1         |
| Shakhtar            | 2002–03             | 29           | 5            | 4       | 0         | 4       | 0         | -         | -         | 37        | 5         |
| Shakhtar            | 2003–04             | 15           | 2            | 2       | 0         | 6       | 0         | -         | -         | 23        | 2         |
| Illichivets         | 2004–05             | 26           | 3            | 3       | 1         | 2       | 0         | -         | -         | 31        | 4         |
| Illichivets         | 2005–06             | 29           | 8            | 6       | 4         | -       | -         | -         | -         | 35        | 12        |
| Tổng cộng           | Tổng cộng           | 55           | 11           | 9       | 5         | 2       | 0         | 0         | 0         | 66        | 16        |
| Shakhtar            | 2006–07             | 18           | 1            | 6       | 0         | 5       | 0         | -         | -         | 29        | 1         |
| Shakhtar            | 2007–08             | 14           | 2            | 4       | 2         | -       | -         | 1         | 0         | 19        | 4         |
| Shakhtar            | 2008–09             | 16           | 2            | 5       | 0         | 9       | 0         | -         | -         | 30        | 2         |
| Shakhtar            | 2009–10             | 13           | 1            | 2       | 0         | 8       | 3         | -         | -         | 23        | 4         |
| Shakhtar            | 2010–11             | 11           | 0            | 1       | 0         | 6       | 0         | -         | -         | 18        | 0         |
| Shakhtar            | 2011–12             | 9            | 0            | 4       | 0         | -       | -         | -         | -         | 13        | 0         |
| Shakhtar            | 2012–13             | 6            | 0            | 2       | 1         | -       | -         | -         | -         | 8         | 1         |
| Shakhtar total      | Shakhtar total      | 141          | 14           | 32      | 3         | 38      | 3         | 1         | 0         | 212       | 20        |
| Chornomorets        | 2013–14             | 25           | 3            | 2       | 0         | 13      | 3         | 1         | 0         | 41        | 6         |
| Chornomorets        | 2014–15             | 13           | 4            | 2       | 0         | 2       | 0         | -         | -         | 17        | 4         |
| Tổng cộng           | Tổng cộng           | 38           | 7            | 4       | 0         | 15      | 3         | 1         | 0         | 58        | 10        |
| Gabala              | 2014–15             | 16           | 4            | 2       | 0         | 0       | 0         | -         | -         | 18        | 4         |
| Gabala              | 2015–16             | 35           | 10           | 4       | 4         | 14      | 0         | -         | -         | 53        | 14        |
| Tổng cộng           | Tổng cộng           | 51           | 14           | 6       | 4         | 14      | 0         | 0         | 0         | 71        | 18        |
| Tổng cộng sự nghiệp | Tổng cộng sự nghiệp | 285          | 46           | 51      | 12        | 69      | 6         | 2         | 0         | 407       | 64        |

### Quốc tế
| Ukraina   | Ukraina | Ukraina   |
| Năm       | Số trận | Bàn thắng |
| --------- | ------- | --------- |
| 2003      | 1       | 0         |
| 2004      | 1       | 0         |
| 2005      | 0       | 0         |
| 2006      | 0       | 0         |
| 2007      | 6       | 0         |
| 2008      | 6       | 0         |
| 2009      | 8       | 1         |
| 2010      | 2       | 0         |
| 2011      | 5       | 0         |
| Tổng cộng | 29      | 1         |

Thống kê chính xác tính đến trận đấu diễn ra ngày 22 tháng 5 năm 2014

## Danh hiệu

### Câu lạc bộ
Shakhtar Donetsk
- Giải bóng đá ngoại hạng Ukraina: 2002, 2008, 2010, 2011, 2012, 2013
- Cúp bóng đá Ukraina: 2002, 2004, 2008, 2011, 2012, 2013
- Cúp UEFA: 2009

### Quốc gia
U-19 Ukraina
- UEFA U-19 Championship: 2000 (Á quân)